# 乌戈·吉利亚蒙
烏戈·吉利亞蒙·圣馬丁（西班牙語：Hugo Guillamón Sanmartín；2000年1月31日—），西班牙足球運動員，現效力西甲球會華倫西亞，司職中後衛。

## 俱樂部生涯
吉利亞蒙出身于華倫西亞青訓。2020年2月完成了一線隊首秀，2020/21賽季已經成為球隊主力。2020年夏天瓦倫西亞已經和他續約至2023年，違約金高達8000萬歐元。在2020年11月與艾拉維斯的西甲聯賽中，吉利亞蒙打進了一線隊的首球。
吉亚蒙在2022年国王杯决赛中首发出场，并在第85分钟被换下，但瓦伦西亚通过点球大战输给了皇家贝蒂斯。同年10月3日，他将合同延长至2026年6月。

## 國家隊生涯
作為贏得2017年歐洲U-17足球錦標賽和2019年歐洲U-19足球錦標賽的重要成員，吉利亞蒙完成了他的西班牙U21首秀。他在對哈薩克U21的進球幫助西班牙晉級U21歐洲杯正賽。
在西班牙與立陶宛的友誼賽中，首次代表西班牙登場的吉利亞蒙在比賽中完成取得進球。他也以21歲128天這個年齡成為了自2005年拉莫斯之後代表西班牙完成破門的最年輕的後衛。

## 外部連結
- 乌戈·吉利亚蒙在BDFutbol中的档案
- 乌戈·吉利亚蒙－UEFA國際賽競賽紀錄